# Test hipnotičke sugestije
Test hipnotičke sugestije (engl. Structure of Hypnotic Test Suggestions and Attributions of Responding Involuntarily) je eksperiment profesora i direktora laboratorije za hipnozu Nikolasa Spanosa, i doktora filozofije Donalda Gorasinija, izveden 1984. godine na Karleton Univerzitetu u Kanadi. Objavljen je 1984. godine u Časopisu ličnosti i socijalne psihologije (engl. Journal of Personality and Social Psychology).
Ispitivali su dva pristupa ispitaniku, gde bi jedan bio sugestijom, a drugi instrukcijama koje bi davali hipnotizeri. Napravljeni su određeni zadaci koje ispitanik treba da obavi, kako bi se ispitao stepen voljnosti ili bezvoljnosti koji se javlja prilikom obavljanja nekog od tih zadataka. Zadaci su se odnosili na pokretanje ruku na određen način. Tako je ispitanik trebalo da spušta, podiže i rastavlja ruke. Osim bezvoljnosti, ispitivana je vidljivot tog pokreta rukom, odnosno koliko je zadatak jasno obavljen, i fantazije koje sami ispitanici stvaraju kako bi lakše izvršili dati zadatak, takozvane fantazije okrenute ka cilju.

## Analiza hipnotičkog testa sugestije i bezvoljnost odgovora
Hipnoza, po tradicionalnom shvatanju je nešto što se dešava ljudima, a ne nešto što oni rade sa namerom. Štaviše, izgleda da subjekti podržavaju ovo mišljenje tako što konstantno opisuju njihovo hipnotičko ponašanje kao nešto što se dešava bez napora i namere. Na osnovu ovakvih izveštaja, naučnici su istraživali određen broj hipotetičkih psiholoških i fizioloških procesa da objasne na koji način su ljudi hipnotisani. Od „izvršilaca radnje“ postaju pasivni posmatrači sopstvenih automatskih akcija.
Sa druge strane, socijalno-psihološka formulacija hipnoze tvrdi da je nepotrebno tražiti specijalne ili neobične procese kako bi se objasnili ovi izveštaji. Prema tom tumačenju, hipnotička ponašanja su strateška i orijentisana ka cilju. Bez obzira na to, hipnotički subjekti često tumače ove hipnotičke radnje kao bezvoljne, a ne kao samoinicijativne aktivnosti.

### Struktura sugestije i bezvoljnost
Prema gledištu socijalne psihologije, ispitanici će svoja ponašanja predstaviti kao  bezvoljna, biće potvrđeno i u hipnotičkom testu sugestije. Jedan od važnih aspekta ovog eksperimenta jeste način formulisanja sugestija. Za razliku od instrukcija („Molim Vas, podignite ruku“), test sugestije ne govori ispitaniku koju radnju konkretno da urdi, već im se ostavlja prostor da zamišljaju hipotetičku situaciju, koja bi potencialno mogla da bude obavljena i u realnosti, više ili manje svesno.
Na primer, sugestija lebdenja ruke formulisana je ovako:
„Zamisli da ti ruka postaje sve lakša i lakša tako da se podiže... Lagana je kao pero, nema masu i podignuta je u vazduhu.“
Zahtevalo se od ispitanika da u isto vreme motorički reaguju i da se odreknu odgovornosti za svoju radnju: da protumače radnju kao „dešavanje“, a ne kao „aktivnost“. Tako da je ova studija uporedila reakcije ispitanika koji su primili tri sugestije i tri instrukcije. Sugestije i instrukcije su bile istih dužina i imale su isti cilj – da izazovu jasna ponašanja  (spuštanje, podizanje ili rastavljanje ruke). Dok su sugestije izazivale bezvoljnu radnju („Zamisli silu koja ti rastavlja ruke“), instrukcije su zahtevale da ponašanja budu svesna („Polako rastavite ruke“). 
Spanos i Barber su prvi shvatili ovu tezu. Međutim, njihove sugestije su bile primetno duže od instrukcija. Weitzenhoffer je ispitao subjekte i zaključio da će oni pre reći za dužu sugestiju da je bila bezvoljna, nego za kraću sugestiju ili instrukciju. Ali, njegovi ispitanici nisu ocenjivali bezvoljnost, već su otvoreno svedočili o tome. Dok je i redosled sugestija i instrukcija u eksperimenatu bio pomešan, tako namerno komplikujući rezultate istraživanja.

### Povratne informacije o eksperimentu i bezvoljnost
Tri sugestije korišćene u ovoj studiji obavezale su ispitanika na početku eksperimenta da drži ruke ispružene par sekundi pre nego što čuje sugestiju. Tokom ovog perioda, gravitacija je delovala na ruke ispitanika. Naučnici su postavili hipotezu, smatrajući da će povratne informacije o položaju ruku naterati ispitanike da definišu spuštanje ruku kao bezvoljnu radnju, ako je pre toga drže ispružene u vazduhu. Smatraju da bi sugestije rastavljanja ruku bile definisane kao teže za obavljanje, a sugestije podizanja ruku kao najteže. Ispitanici koji bi rekli da je podizanje ruku bila u potpunosti bezvoljna radnja, dok im se ruke čine sve lakše, za njih bi smatrali da ignorišu ili pogrešno tumače informacije. Takođe, pretpostavili su da će stepen bezvoljnosti biti isti kod sve tri instrukcije, odnosno da će ih ispitanici opisati kao svesne radnje. 
Tokom njihove hipnotičke seanse, svi ispitanici su bili procenjeni prema hipnotičkoj osetljivosti, odnosno stepenu hiponoze. Predviđali su da će njihove očigledne reakcije i ocena betvoljnosti biti proporcionalna sa hipnotičkom osetljivosti. Sa druge strane, nisu predvideli nijednu vezu osetljivosti i reakcija sa instrukcijama.

### Fantazije orijentisane ka cilju i bezvoljnost
Ispitanici ponekad reaguju na sugestije tako što koriste fantazije kao strategiju da lakše obave određeni zadatak. Na primer, ispitanik kome je data sugestija podizanja ruke može da zamisli polugu koja mu je podiže. Nekoliko studija je utvrdilo da sugestije pridružene ovim fantazijama imaju veću ocenu slučajnosti, nego one bez njih. Ovo pak ne nalaže da zamišljanja izazivaju neskrivene reakcije na sugestiju. Kako god, kad subjekti reaguju na sugestiju, njihovo istovremeno zamišljanje može im pomoći u interpretaciji bezvoljnosti ponašanja. 
U ovoj studiji procenjene su ispitanikove fantazije tokom sugestija i instrukcija. Predviđeno je:
- Fantazije će se više pojavljivati kod sugestija;
- Ocena reakcija će biti povezana sa fantazijama kod sugestija, ali ne i kod instrukcija;
- Ocenjena bezvoljnost će biti dovedena u vezu sa fantazijama u oba slučaja.

Argumenti za ova predviđanja leže u tome da sugestije impliciraju nehotičnost, odnosno slučajnost izvršenja odredjene radnje. Dakle, znatan broj ispitanika će se tokom sugestija uključiti u zamišljanje kako bi im olakšalo traganje bezvoljnosti. Pošto instrukcije ne impliciraju bezvoljnost, skoro svi će sarađivati tako što će odigrati zahtevanu radnju. Većina njih će ovu radnju definisati kao voljnu. Bez obzira na to, zbog asocijacija sa hipnozom i korišćenjem upitnika za ocenjivanje bezvoljnosti, nekoliko ispitanika će instrukcije tumačiti kao sugestije. Verovatnoća da se ovakvi ispitanici pojave je isto toliko mala koliko i verovatnoća da se pojave oni koji ne reaguju na hipnozu. Svakako, ovakvi ispitanici će se najverovatnije uključiti u fantaziju tokom instrukcija kako bi objasnili bezvoljnost radnje.

### Zavisne varijable
Tokom prve seanse procenjene su sve reakcije kao i stepen fantazije prilikom sugestija i instrukcija. Ispitanici su nakon sve tri obavljene sugestije (spuštanje, podizanje i rastavljanje ruku) ocenili svaku na osnovu skale od četiri nivoa:
1. bez pokreta ruku = ocena 0
2. kretanje ruku manje od 15 centimetara u predviđenom smeru = ocena 1
3. sporo kretanje preko 15 centimetara, koje traje i nakon obustavljanja instrukcije = ocena 2
4. brzo i efikasno kretanje ruku preko 15 centimetara, koje je prekinuto pre samog obustavljanja instrukcije = ocena 3

Za svaku od sugestija su ocenjivali stepen bezvoljnosti koji se javio prilikom sugestivne reakcije. Tako da je bilo opcija:
- reakcija obavljena sa nimalo bezvoljnosti, znači da je reakcija bila voljna
- jedva osetna bezvoljnost
- umerena bezvoljnost
- osećanje bezvoljnosti u velikoj meri.

Identične skale su bile primenjene i nakon obavljanja tri instrukcije. 
Ispitanicima je dat zadatak da u pisanoj formi prikažu svoje iskustvo i ono što su zamišljali tokom svake sugestije i instrukcije. Opisivali su i fantazije koje vode ka ispunjenju  zadate radnje. Još 1971. godine je Spanos odredio ovaj kriterijum za određivanje fantazije orijentisane ka cilju. Jedan od ispitanika tvrdi da mu je bilo lako da obavi reakciju rastavljanja ruku, jer je zamišljao da su njegove ruke dva magneta koja se odbijaju međusobno.
Tokom druge seanse ispitanici su testirani na osetljivost hipnoze, sa ocenama od 5 do 10 na osnovu 7 stavki, pomoću CCURS skale (Carleton University Responsiveness to Suggestion Scale). Ova skala prikazuje koliko je reakcija ispitanika bila očigledna na sugestivni zadatak. Reakcija je bila ocenjivana od nula, kada je pokret ruke neprimetan, do sedam, što znači da je reakcija potpuno jasno odrađena.

## Rezultati testa hipnotičke sugestije

### Jasnost određenog pokreta
Tabela prikazuje odnos i razlike u jasnosti obavnjene rakcije koje su ispitanici dobili kao zadatak od hipnotizera, bilo sugestijom ili instrukcijom. Prikazane su dobijene vrednosti za svaki od tri zadataka iz ovog eksperimena, koje se razlikuju od standardnih vrednosti za obavljanje takvih reakcija.
Zadaci čije je obavljanje uzrokovano instrukcijom su dobili slične vrednosti ocena, koje su svakako bile veće od očekivanih vrednosti, čak za 2,00 više. Tako da je jasnost zadatih reakcija instukciom bilo jasnije odrađeno nego što je to očekivano od sugestija, koje imaju manje vrednosti. Nejasno podizanje ruku je dovelo do najmanje vrednosti u ovoj tabeli.
| Zadatak          | Sugestija | Instrukcija |
| ---------------- | --------- | ----------- |
| Spuštanje ruku   | 1,60      | 2,98        |
| Podizanje ruku   | 0,73      | 2,90        |
| Razdvajanje ruku | 1,58      | 2,92        |

### Stepen bezvoljnosti
Stepen bezvoljnosti izazvan prilikom sugestija i instrukcija, kao i njihov međusobni odnos prikazan je u tabeli. Predviđen je približno isti stepen bezvoljnosti kod zadataka sugestije i instrukcije. Za svaku sugestiju su bile očekivane voljnije reakcije, nego što su one koje su zaista odrađene u ovom eksperimentu. Ocene potvrđuju da se bezvoljnost javila u velikoj meri kada su ispitanici imali zadatak spuštanja ruku, koji je dat sugestijom. Dok je isti taj zadatak obavljen sa upola manje bezvoljnosti kada je zadat instukcijom, što pokazuje da je spuštanje ruku bilo voljnije pri instrukcijama. Zaključak je da su zadaci dati instrukcijom odrađeni voljnije od onih koje je sugestija izazivala, što predstavlja uzrok jasnijeg pokreta prilikom instukcija.
| Zadatak          | Sugestija | Instrukcija |
| ---------------- | --------- | ----------- |
| Spuštanje ruku   | 1,41      | 0,73        |
| Podizanje ruku   | 0,54      | 0,50        |
| Razdvajanje ruku | 0,98      | 0,79        |

### Jasnost pokreta, fantazije usmerene ka cilju i bezvoljnost
Za svaku radnju, fantazija je bila povezana sa visokom stepenom bezvoljnosti tog zadatka. Pa dobijeni rezultati govore o mnogo većem stepenu bezvoljnosti, kada je korišćena fantazija, nego što se očekivalo u takvim uslovima. Najveći stepen bezvoljnosti pokreta je kod spuštanja ruku. Dok je podizanje i rastavljanje imalo sliču ocenu bezvoljnosti, odnosno nevoljnosti te akcije.
Kada fantazije koje vode ka cilju, ka jasnom pokretu, nisu uključene u proces obavljanja datog zadatka, onda se stepen nevoljnosti znatno smanjuje, čak četiri puta manje nego pri fantaziranju. Očekivane ocene za ove pokrete bez fantazije se ne razliku mnogo od dobijenih.
Rezultati su pokazali da je stepen bezvoljnosti bio vidno veći u odnosu na instrukcije hipnotizera. I sugestije koje su ispitanici pratili su bile povezane sa visokim stepenom nesaglasnosti pokreta, koji je bio određen kao manje bezvoljan.
Sugestije koje su povezane sa visokim stepenom nesaglasnosti treženog pokreta su ocenjene kao manje bezvoljne (podizanje ruku) od reakcija povezane sa umerenim stepenom nesaglasnosti (odvajanje ruku), koje su manje bezvoljne od saglasne reakcije (spuštanje ruku). Povezanost bezvoljnosti i stepena jasnosti je samo u razlici njihovih veličina. Neki trvde da se jasna sugestivna reakcija može javiti samo kada je doživljavaju nevoljno, bezvoljno. Dok su mnogi reagovali jasno na sugestiju samo zato što je nisu doživljavali nevoljno.

## Literatura
1. Spanos, Nicholas P.; Gorassini, Donald R. (1984). „Structure of hypnotic test suggestions and attributions of responding involuntarily”. Journal of Personality and Social Psychology. 46 (3): 688—696. doi:10.1037/0022-3514.46.3.688.
2. Spanos, Nicholas P.; Cobb, Pamela C.; Gorassini, Donald R. (1985). „Failing to Resist Hypnotic Test Suggestions: A Strategy for Self-Presenting as Deeply Hypnotized”. Psychiatry. 48 (3): 282—292. PMID 4034815. doi:10.1080/00332747.1985.11024288.
3. Hilgard, Ernest R.; Weitzenhoffer, André M.; Landes, Judah; Moore, Rosemarie K. (1961). „The distribution of susceptibility to hypnosis in a student population: A study using the Stanford Hypnotic Susceptibility Scale”. Psychological Monographs: General and Applied. 75 (8): 1—22. doi:10.1037/h0093802.
4. Weitzenhoffer, André M. (1949). „The production of antisocial acts under hypnosis”. The Journal of Abnormal and Social Psychology. 44 (3): 420—422. PMID 18134374. doi:10.1037/h0062584.
5. Spanos, N. P., Spillane, J., & McPeake, J. D. (1976). American Journal of Clinical Hypnosis. Cognitive strategies and response to suggestion in hypnotic and task-motivated subjects. 18, 252-262.
6. Spanos, N. P., Radtke, H. L., Hodgins, D. C., Stam, H. J., & Bertrand, L. D. (1983a). Psychological Reports. The Carleton University Responsiveness to Suggestion Scale: Normative data and psychometric properties.  53, 523-535.